# William T. Riker

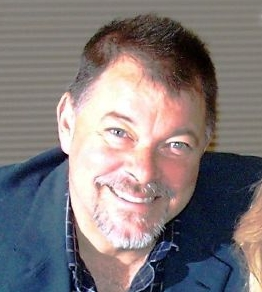
Jonathan Frakes in 2005

William Thomas Riker is een personage uit het Star Trekuniversum dat wordt gespeeld door acteur Jonathan Frakes.
Riker speelt een hoofdrol in de sciencefictionserie Star Trek: The Next Generation (TNG) en alle op deze serie gebaseerde films. Riker wordt door intimi veelal "Will" genoemd. Hij had de rang van "Commander" als eerste officier van de Enterprise-D in de serie en van de Enterprise-E in Star Trek: First Contact en volgende films, maar werd tot kapitein van de U.S.S. Titan gepromoveerd in de film Star Trek: Nemesis.

## Vroege leven
Will Riker, zoon van Kyle en Betty Riker, werd geboren in Valdez, Alaska, Aarde in 2335. In 2350 verliet Kyle zijn zoon, nadat enkele jaren daarvoor zijn vrouw was overleden. William heeft zijn vader hiervoor jarenlang gehaat en de twee spraken elkaar 15 jaar lang niet.

## Carrière
Riker ging rond 2353 naar Starfleet Academy en studeerde in 2357 af als achtste van zijn klas. In de jaren daarna bouwde hij een reputatie op als bedenker van onorthodoxe tactieken (tweede officier Data berekende ooit dat Riker slechts in 21% van de gevallen traditionele tactieken gebruikte). Riker begon zijn carrière onder andere aan boord van de U.S.S. Potemkin (Excelsior-klasse), op de planeet Betazed, waar hij Deanna Troi ontmoette. Hij diende later als officier aan boord van de U.S.S. Hood (eveneens Excelsior). Riker diende tweemaal op de Hood, zijn tweede keer (2361–4) als "Executive Officer" (onderbevelhebber). In zijn tijd aan boord van de Potemkin was Riker betrokken bij een transporterongeluk, toen hij van een planeet aan boord werd getransporteerd. Dit ongeluk resulteerde in de creatie van een exacte kopie van hem die, zonder dat men het wist, achterbleef op de planeet.
In 2364, zeven jaar na zijn afstuderen, vroeg hij overplaatsing aan naar de U.S.S. Enterprise-D, het vlaggenschip van Starfleet van die tijd, waar hij als eerste officier onder kapitein Jean-Luc Picard diende. Na zijn overplaatsing naar de Enterprise kwam de flitsende carrière van de nog jonge Riker tot rust en bleef hij bijna 15 jaar als eerste officier op de Enterprise. Na de vernietiging van de Enterprise-D in 2371 werd Riker, samen met de voltallige bemanning, overgeplaatst naar de U.S.S. Enterprise-E, waar hij opnieuw eerste officier werd. Nadat hij al meerdere malen een promotie had afgewezen ten faveure van zijn positie onder Picard, accepteerde Riker eveneens in 2379 toch uiteindelijk de promotie tot kapitein van de U.S.S. Titan.

## Persoonlijkheid
Riker was een populaire officier op de Enterprise en had veel vrienden onder de bemanning. Vanuit zijn functie als eerste officier was hij het zichtbare verlengstuk en het vriendelijke gezicht van de autoriteit van de ietwat aristocratische kapitein Picard. Riker was ook diplomaat en had romantische betrekkingen met een aantal (buitenaardse) vrouwen, voordat hij uiteindelijk in 2379 trouwde met zijn vriendin en metgezellin Deanna Troi.

## Overige feiten
Acteur Jonathan Frakes speelde in 2005 nog eenmaal de rol van William Riker in de slotaflevering van Star Trek: Enterprise. Hierin bezoekt Riker de holografische simulatie van de laatste reis van de USS Enterprise NX-01 in een poging om inzicht te vinden in de situatie rondom de U.S.S. Pegasus en de verwikkelingen rond een verboden verhullingsapparaat ("cloaking device"). Met hulp van Deanna Troi speelt Riker verschillende rollen in het holodeck-programma, waaronder die van scheepskok en van MACO-soldaat. Op basis van zijn ervaringen binnen dit programma besluit Riker om kapitein Picard in te lichten over de exacte aard van de Pegasus-kwestie.

## Tom Riker
Tom Riker is een door een transporterongeluk gecreëerde kloon van de originele William Riker ten tijde van zijn dienstbetrekking aan boord van de U.S.S. Potemkin (zie seizoen 6, aflevering 24, getiteld: "Second Chances").
Beide Rikers heten officieel William Thomas Riker, maar de Riker-kloon gebruikt de middelste naam "Tom" en de originele Riker de voornaam "Will". Tom schoor zijn bakkebaarden af en draagt een ringbaardje om zichzelf visueel te onderscheiden van zijn genetische origineel. Tom Riker heeft korte tijd in Starfleet gediend aan boord van de U.S.S. Gandhi, nadat hij gered werd door de Enterprise.
Enige tijd later sloot hij zich heimelijk aan bij de Maquis en hielp mee het sterrenschip U.S.S. Defiant te stelen van Deep Space Nine. Kapitein Sisko stond toen toe dat de Cardassianen hem gevangennamen op de voorwaarde dat de Defiant aan Starfleet teruggegeven en Tom Riker niet geëxecuteerd zou worden.
Tom Rikers huidige status is onbekend, daar de Cardassiaanse strijdkrachten werden verslagen in de Dominionoorlog. Hoewel Majoor Kira Nerys beloofde Tom te redden van zijn Cardassiaans gevangenschap, is een dergelijke onderneming nooit in de serie getoond. In het real-time strategy computerspel Dominion Wars werd hij echter gered tijdens de Dominion-oorlog en benoemd tot commandant van een geavanceerd gevechtsschip, de Achilles.